# Areba jezik
Areba jezik (ISO 639-3: aea), jezik porodice pama-nyunga, uže skupine pama, kojim je govorilo dvoje (2) ljudi (1981 Wurm and Hattori) sjeveroistočno od Normantona, na rijeci Bilbert River, u Queenslandu, poluotok York, Australija. Po novijim podacima (Wurm 2003) ovaj jezik je izumro

## Vanjske poveznice
- Ethnologue (14th)
- Ethnologue (15th)